# Xenojulis
 Xenojulis  es un género de peces de la familia de los Labridae y del orden de los Perciformes.

## Especies
De acuerdo con FishBase:
- Xenojulis margaritaceus (Macleay, 1883)[3][4]